# Натан Штраус
Натан Штраус (нім. Nathan Straus; *31 січня 1848 — †11 січня 1931) — американський промисловець, філантроп, гуманіст. Більшу частину своїх статків жертвував на сіонізм, бібліотеки та охорону здоров'я. Активно виступав за обов'язкову пастеризацію молока. Побудував станції пастеризації молока в 36 містах США. Також відкрив дитячі медичні центри в Тель-Авіві та Єрусалимі. Ім'я Натана Штрауса з 1927 року носить Нетанья — місто в Ізраїлі, найбільший курорт Середземноморського узбережжя.

## Дитинство і сім'я
Натан Штраус народився в німецькому місті Оттерберг. Він був третьою дитиною в єврейській сім'ї Лазаря Штрауса (1809—1898) та Сари Штраус (1823—1876). Крім Натана, в родині були брати і сестри: Ерміта Коен (Штраус) (1846—1922), Ісидор Штраус (1845—1912) та Оскар Соломон Штраус (1850—1926). У 1854 році сім'я емігрувала до США й поселились у місті Телботтон, штат Джорджія, де вони відкрили магазин. Після завершення громадянської війни сім'я переїжджає у Нью-Йорк, де батько засновує компанію «L. Straus & Sons» з виробництва та продажу посуду. Натан одружився у 1875 році. У нього було шестеро дітей. У 1912 році під час трагедії «Титаніка» брат Натана Ісидор загинув.

## Кар'єра
Кар'єру Натан розпочав з торгівлі посудом. У 1893 році Натан спільно з братом викупив долю Джозефа Векслера в компанії «Abraham and Wechsler», котра займалась сухим збереженням вантажів. Брати перейменували компанію, що базувалась у Нью-Йорку, на «Abraham & Straus». Наприкінці 1880-х років Натан Штраус розпочинає державну службу в Нью-Йорку. у 1889—1893 — президент Нью-Йоркської ради з питань охорони здоров'я.

## Гуманітарна діяльність
З 1892 року Натан розпочав активну благодійну діяльність. Основний напрям діяльності — популяризація пастеризації молока. Причиною захоплення цією темою стала смерть дочки Сари, котра загинула під час подорожі сім'ї Штрауса Європою через неякісне молоко.
Натан Штраус та його дружина з власних джерел фінансують відкриття лабораторії для пастеризації молока для дітей та для боротьби з дитячою смертністю від туберкульозу. Крім пастеризаційної лабораторії, було відкрито склад для зберігання пастеризованого молока, де його роздавали бідним людям. Щоб не робити молоко подачкою (Натан вважав це принизливим), він встановив символічну плату в 5 центів за денну порцію молока. Для тих, у кого не було і цих грошей, через Армію спасіння було розповсюджено «молочні купони». Роботою Натана були надзвичайно невдоволені фермери, оскільки така його діяльність призводила до зайвих витрат. Фермери стверджували, що пастеризація шкідлива для здоров'я. У 1895 році фермерам та їхнім політичним прихильникам вдалося притягти Натана Штрауса до суду, де він одержав умовний вирок за псування продукції (зокрема і молока). Але Штраус продовжив свою діяльність. Натан добився свого — у 1914 році було прийнято «Закон про обов'язкову пастеризацію». На той час Натан та його дружина збудували 297 станцій пастеризації у 36 містах. Про користь виконаної роботи свідчить статистика: у 1891 році у США дитяча смертність становила 12.5 %, у 1925 — 1.5 %; із 20111 дітей, котрих годували молоком, що пройшло пастеризацію на станціях Штрауса, вмерли лише 6.
У 1911 році Натана Штрауса обрали редставником від США на Міжнародний конгрес із захисту дітей у Берліні.
Благочинна діяльність Штрауса не обмежувалась лише цим. Свої молочні станції він використовував також і для продажу вугілля за низькими цінами для тих, хто міг платити. Ті, хто не міг заплатити навіть за дешеве вугілля, одержували його безплатно. Також Штраус відкрив житловий дім для бідняків на 64000 людей, де за 5 центів людина одержувала спальне місце та сніданок. Під час Першої світової війни Натан здавав свою яхту Sisilina в оренду береговій охороні США, і всі одержані гроші використовував для купівлі харчування для осиротілих через війну дітей. Пізніше на гроші Штрауса годували солдатів, котрі повернулися з війни.
Також Натан одним із перших серед працедавців США розпочав субсидіювання обідів для своїх працівників.

## Ізраїль
У 1912 році Натан Штраус уперше відвідав Палестину, ця подорож змінила все його життя. Він захопився цим краєм, і коли його брат Ісидор вирушив назад у США разом зі своєю дружиною Ідою, Натан вирішив не поспішати, а залишитись ще на деякий час. На зворотньому шляху Ісидор загинув (він повертався в США на «Титаніку»); Натан сприйняв цю трагедію як знак, адже він врятувався через те, що залишився в Палестині. Штраус активно займається розвитком освіти та медицини. Натан вкладає кошти в боротьбу з хворобами, відкриває школу для дівчат. Також Натан відкриває дитячі медичні пункти допомоги імені Натана і Ліни Штраус при Пастеровських інститутах Єрусалима та Тель-Авіва та бере на себе фінансування їхньої діяльності.
Ім'ям Штрауса названа одна із вулиць Єрусалиму.